# Lijst van voetbalinterlands Irak - Oezbekistan
Deze lijst van voetbalinterlands is een overzicht van alle officiële voetbalwedstrijden tussen de nationale teams van Irak en Oezbekistan. De landen hebben tot op heden elf keer tegen elkaar gespeeld. De eerste ontmoeting, een vriendschappelijke wedstrijd, werd gespeeld in Shanghai (China) op 1 september 2000. De laatste confrontatie, eveneens een vriendschappelijke wedstrijd, vond plaats op 29 maart 2021 in Tasjkent.

## Wedstrijden
| №  | Plaats   | Datum            | Competitie           | Wedstrijd          | Uitslag |
| -- | -------- | ---------------- | -------------------- | ------------------ | ------- |
| 1  | Shanghai | 1 september 2000 | Vriendschappelijk    | Oezbekistan − Irak | 0 − 2   |
| 2  | Tasjkent | 18 februari 2004 | WK 2006 kwalificatie | Oezbekistan − Irak | 1 − 1   |
| 3  | Chengdu  | 18 juli 2004     | Azië Cup 2004        | Irak − Oezbekistan | 0 − 1   |
| 4  | Amman    | 13 oktober 2004  | WK 2006 kwalificatie | Irak − Oezbekistan | 1 − 2   |
| 5  | Paju     | 2 juli 2007      | Vriendschappelijk    | Irak − Oezbekistan | 0 − 2   |
| 6  | Sharjah  | 25 december 2014 | Vriendschappelijk    | Oezbekistan − Irak | 1 − 0   |
| 7  | Sharjah  | 28 december 2014 | Vriendschappelijk    | Oezbekistan − Irak | 0 − 0   |
| 8  | Tasjkent | 24 juli 2016     | Vriendschappelijk    | Oezbekistan − Irak | 2 − 1   |
| 9  | Amman    | 9 september 2019 | Vriendschappelijk    | Oezbekistan − Irak | 0 − 0   |
| 10 | Dubai    | 17 november 2020 | Vriendschappelijk    | Oezbekistan − Irak | 1 − 2   |
| 11 | Tasjkent | 29 maart 2021    | Vriendschappelijk    | Oezbekistan − Irak | 0 − 1   |

## Samenvatting
| Competitie        | Totaal gespeeld | Winst Irak | Gelijk | Winst Oezbekistan | Doelsaldo Irak – Oezbekistan |
| ----------------- | --------------- | ---------- | ------ | ----------------- | ---------------------------- |
| WK-kwalificatie   | 2               | 0          | 1      | 1                 | 2 − 3                        |
| Azië Cup          | 1               | 0          | 0      | 1                 | 0 − 1                        |
| Vriendschappelijk | 8               | 3          | 2      | 3                 | 6 − 6                        |
| Totaal            | 11              | 3          | 3      | 5                 | 8 − 10                       |

IFA · A-internationals · Statistieken · Iraaks vrouwenelftal · Irak U21 · Irak U20 · Irak U19 · Irak U18 · Irak U17
1950 – 1969 ·
1970 – 1979 ·
1980 – 1989 ·
1990 – 1999 ·
2000 – 2009 ·
2010 – 2019 ·
2020 − 2029
Afghanistan ·
Algerije ·
Argentinië ·
Australië ·
Azerbeidzjan ·
Bahrein ·
België ·
Bolivia ·
Botswana ·
Brazilië ·
Cambodja ·
Chili ·
China ·
Colombia ·
Congo-Kinshasa ·
Cyprus ·
DDR ·
Ecuador ·
Egypte ·
Estland ·
Filipijnen ·
Finland ·
Ghana ·
Guinee ·
Hongkong ·
India ·
Indonesië ·
Iran ·
Japan ·
Jemen ·
Jordanië ·
Kazachstan ·
Kenia ·
Kirgizië ·
Koeweit ·
Libanon ·
Liberia ·
Libië ·
Macau ·
Maleisië ·
Marokko ·
Mauritanië ·
Mexico ·
Myanmar ·
Nepal ·
Nieuw-Zeeland ·
Noord-Korea ·
Oeganda ·
Oezbekistan ·
Oman ·
Pakistan ·
Palestina ·
Paraguay ·
Peru ·
Polen ·
Qatar ·
Roemenië ·
Rusland ·
Saoedi-Arabië · 
Sierra Leone · 
Singapore ·
Soedan ·
Spanje · 
Sri Lanka ·
Syrië · 
Tadzjikistan · 
Taiwan · 
Thailand · 
Trinidad en Tobago ·
Tunesië ·
Turkije ·
Turkmenistan ·
Uruguay ·
Verenigde Arabische Emiraten ·
Vietnam ·
Zambia ·
Zuid-Afrika ·
Zuid-Jemen ·
Zuid-Korea
UFF · A-internationals · Bondscoaches · Statistieken · Oezbeeks vrouwenelftal · Olympisch elftal · Oezbekistan U21 · Oezbekistan U20 · Oezbekistan U19 · Oezbekistan U18 · Oezbekistan U17
1990 – 1999 ·
2000 – 2009 ·
2010 – 2019 ·
2020 – 2029 ·
1994 · 
1995 · 
1996 · 
1997 · 
1998 · 
1999 · 
2000 · 
2001 · 
2002 · 
2003 · 
2004 · 
2005 · 
2006 · 
2007 · 
2008 · 
2009 · 
2010 · 
2011 · 
2012 · 
2013 · 
2014 ·
2015 ·
2016 ·
2017 ·
2018 ·
2019 ·
2020 ·
2021 ·
2022 ·
2023
Albanië ·
Armenië ·
Australië ·
Azerbeidzjan ·
Bahrein ·
Bangladesh ·
Bolivia ·
Bosnië en Herzegovina ·
Burkina Faso ·
Cambodja ·
Canada ·
China ·
Costa Rica ·
Estland ·
Filipijnen ·
Georgië ·
Hongkong ·
India ·
Indonesië ·
Irak ·
Iran ·
Israël ·
Japan ·
Jemen ·
Jordanië ·
Kameroen ·
Kazachstan ·
Kirgizië ·
Koeweit ·
Letland ·
Libanon ·
Malediven ·
Maleisië ·
Marokko ·
Mexico ·
Mongolië ·
Montenegro ·
Nieuw-Zeeland ·
Nigeria ·
Noord-Korea ·
Oeganda ·
Oekraïne ·
Oman ·
Palestina ·
Qatar ·
Rusland ·
Saoedi-Arabië ·
Senegal ·
Singapore ·
Slowakije ·
Sri Lanka ·
Syrië ·
Tadzjikistan ·
Taiwan ·
Thailand ·
Turkije ·
Turkmenistan ·
Uruguay ·
Venezuela ·
Verenigde Arabische Emiraten ·
Verenigde Staten ·
Vietnam ·
Wit-Rusland ·
Zuid-Korea ·
Zuid-Soedan ·
Zweden